# Бырдан, Валентин
Валентин Бырдан (рум. Valentin Bîrdan; 13 мая 1995) — молдавский футболист, полузащитник тираспольского клуба «Динамо-Авто».

## Карьера
Бырдан является воспитанником тираспольского футбольного клуба «Шериф». Свой первый гол за желто-чёрных футболист забил в весенней части чемпионата в матче против тираспольского клуба «Динамо-Авто». В составе команды стал чемпионом Молдавии сезона 2013/14. Летом 2014 года перешёл в футбольный клуб «Тирасполь», за который 16 августа отличился забив гол в ворота кишинёвской команды «Зимбру».

## Достижения
- Чемпион Молдавии (1): 2013/14

## Клубная статистика
| Клуб             | Сезон            | Чемпионат | Чемпионат | Кубок | Кубок | Суперкубок | Суперкубок | Еврокубки | Еврокубки | Товарищеские | Товарищеские | Итого | Итого |
| Клуб             | Сезон            | Игры      | Голы      | Игры  | Голы  | Игры       | Голы       | Игры      | Голы      | Игры         | Голы         | Игры  | Голы  |
| ---------------- | ---------------- | --------- | --------- | ----- | ----- | ---------- | ---------- | --------- | --------- | ------------ | ------------ | ----- | ----- |
| Шериф            | 2013/14          | 17        | 1         | 2     | 0     | —          | —          | —         | —         | —            | —            | 19    | 1     |
| Тирасполь        | 2014/15          | 14        | 1         | 1     | 0     | —          | —          | —         | —         | —            | —            | 15    | 1     |
| Всего за карьеру | Всего за карьеру | 31        | 2         | 3     | 0     | 0          | 0          | 0         | 0         | 0            | 0            | 34    | 2     |